# Тэглайн (Фидонет)
Тэглайн, таглайн (от англ. tagline) — часть подписи под электронным письмом, содержащая изречение, цитату, анекдот и тому подобные фразы. Термин популяризирован Фидонет, где получил изначальное распространение.
Тэглайны широко используются при переписке по электронной почте, в телеконференциях Usenet(1), в фидонетовском нетмейле и эхопочте. Может меняться вручную или с помощью почтовой программы, которая случайным образом выбирает одну текстовую строку из обширного файла и делает её одним из элементов подписи.
В Фидонете тэглайн обычно начинается с отточия, состоящего из трёх точек, за которыми (через пробел) следует текст фразы. Непосредственно за этой строкой помещаются две других строки. Этот обычай настолько популярен в Фидонете, что многие популярные редакторы почты (скажем, GoldEd+) выделяют специальным цветом строку, предшествующую тирлайну, если она начинается с трёх точек.
{(1) нет ссылок на RFC документы, где тэглайн упомянут в качестве одного из возможных мета-заголовков, как, например, тирлайн (tearline)}